# بريسيلا تايلر
بريسليا تايلر (بالإنجليزية: Priscilla Cooper Tyler)‏
ولدت في (14 يونيو 1816 - وتوفيت في 29 ديسمبر 1889) كانت زوجة ابن جون تايلر، الرئيس العاشر للولايات المتحدة، وشغلت منصب مضيفة البيت الأبيض والسيدة الأولى الرسمية للولايات المتحدة الأمريكية من 10 سبتمبر 1842 إلى 26 يونيو 1844، والثانية من ثلاث سيدات أوائل في عهد جون تايلر تايلر.